# Glenn Hoddle
Glenn Hoddle (Londres, 27 de outubro de 1957) é um treinador de futebol e ex-futebolista britânico do Tottenham Hotspur, AS Monaco e Seleção Inglesa.

## Carreira
Ele treinou também o Swindon Town, Chelsea (ambos como jogador e treinador), Seleção da Inglaterra, Southampton, Tottenham Hotspur e mais recentemente o Wolverhampton Wanderers. Embora não tenha emplacado definitivamente como técnico, Hoddle é indubitavelmente um dos maiores jogadores britânicos de todos os tempos.

### Declarações polêmicas
“Minhas crenças têm evoluído nos últimos oito ou nove anos, que o espírito tem que voltar, que não é nada novo, que tem sido em torno de milhares de anos. Você tem que voltar a aprender e enfrentar algumas das coisas que você tem feito, bom e mau. Há injustiças demais ao redor. "
"Você e eu temos sido fisicamente dado duas mãos e duas pernas e um cérebro. Algumas pessoas não nasceram como que por uma razão. O karma está trabalhando em outra vida. Não tenho nada a esconder sobre isso. Não é apenas as pessoas com deficiência. O que você semear, você tem que colher. "
"Você tem que olhar para as coisas que aconteceram em sua vida e perguntar porquê.”

— Glenn Hoddle, em entrevista ao The Times.
Em 30 de janeiro de 1999, com a equipe da Inglaterra se preparando para a Eurocopa de 2000, e em meio à eliminação da Copa de 1998, Hoddle deu uma entrevista a Matt Dickinson, do jornal The Times, na tentativa de se defender das críticas. Ele foi infeliz ao dizer que "os deficientes físicos nasceram assim porque pagam os pecados cometidos em vidas anteriores."
Hoddle disse ainda que não estava preparado para sair da seleção, alegou suas palavras foram mal interpretadas e apontou suas contribuições e empenho em ajudar as organizações de deficientes. A Associação de Futebol rescindiu o contrato de Hoddle, em 2 de fevereiro, e foi sucedido por Kevin Keegan.